# Białystok-Grodno
Białystok-Grodno (niem. Verwaltungsbezirk Bialystok-Grodno) – okręg administracyjny utworzony 1 listopada 1916 r. w ramach zarządu Ober-Ost na okupowanych przez wojska niemieckie obszarach dawnej guberni grodzieńskiej i częściowo wileńskiej, z połączenia dotychczasowych okręgów Białystok i Grodno.
1 lutego 1918 r. okręg Białystok-Grodno został połączony z okręgiem Litwa w jeden okręg Litwa, a następnie, 16 lutego 1918, wszedł w skład nowoproklamowanego Królestwa Litwy.

## Szczegółowy podział administracyjny
| Okręg Białystok-Grodno     |                       |            |
| Białystok – powiat miejski | Bialystok, Stadtkreis | -          |
| Grodno – powiat miejski    | Grodno, Stadtkreis    | -          |
| powiat białostocki         | Landkreis Bialystok   | Białystok  |
| powiat bielski             | Landkreis Bielsk      | Bielsk     |
| powiat grodzieński         | Landkreis Grodno      | Grodno     |
| powiat lidzki              | Landkreis Lida        | Lida       |
| powiat olekszycki          | Landkreis Alekszyce   | Olekszyce  |
| powiat plancki             | Landkreis Planty      | Planty     |
| powiat raduński            | Landkreis Radun       | Raduń      |
| powiat sokólski            | Landkreis Sokolka     | Sokółka    |
| powiat świsłocki           | Landkreis Swislocz    | Świsłocz   |
| powiat wasiliski           | Landkreis Wasilischky | Wasiliszki |
| powiat wołkowyski          | Landkreis Wolkowysk   | Wołkowysk  |
| powiat wschodni            | Landkreis Ost         | Zdzięcioł  |